# Novela social

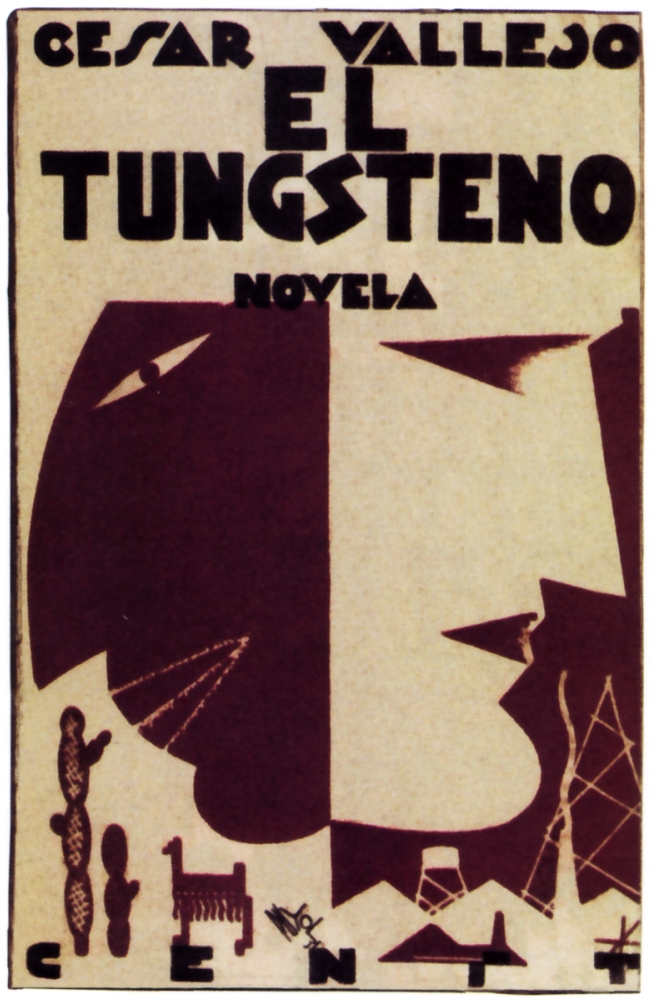
Portada de El tungsteno (1931), novela social de César Vallejo.

La novela social es una clase de textos o subgénero propiamente dicho dentro de la novela en el cual se plantean problemas sociales de la época y la sociedad en que se publica. Con frecuencia se ubica dentro del naturalismo del siglo XIX o de la literatura proletaria o el realismo socialista del siglo XX, y, en España, la ejerce una parte de la Generación del 50 (véase novela social española). Es un género paralelo a la poesía social y el drama social.

## Rasgos
Muchas de estas novelas ostentan protagonista colectivo, no solo (una clase social, un oficio, una familia, un barrio, un pueblo o una ciudad); si se ejerce el objetivismo o el neorrealismo, se emplea una técnica descriptiva de tipo conductista o behaviorista y una estructura narrativa lineal, con un cronotopo reducido, y se utiliza un lenguaje sencillo o fácilmente comprensible para un destinatario que se pretende general (El Jarama, 1955, de Rafael Sánchez Ferlosio); abunda el diálogo, en tono coloquial; el narrador, en tercera persona, no interviene apenas. Pero también puede tratarse de un realismo social-crítico, en cuyo caso el escritor no solo presenta la realidad, sino que la explica, y denuncia las injusticias sociales que marginan a determinados grupos sociales (por ejemplo, Las ratas, de Miguel Delibes)
Algunos de los temas que se exploran son el mundo del trabajo, la pobreza, el caciquismo, el choque entre los valores campesinos y urbanos, el racismo, el clasismo, la vida y miserias del proletariado, la explotación laboral, las huelgas, la injusticia, la situación de la mujer, la alienación, la marginación, la hipocresía burguesa, la corrupción política y social, el lumpen, la delincuencia...

## Novela social no escrita en español

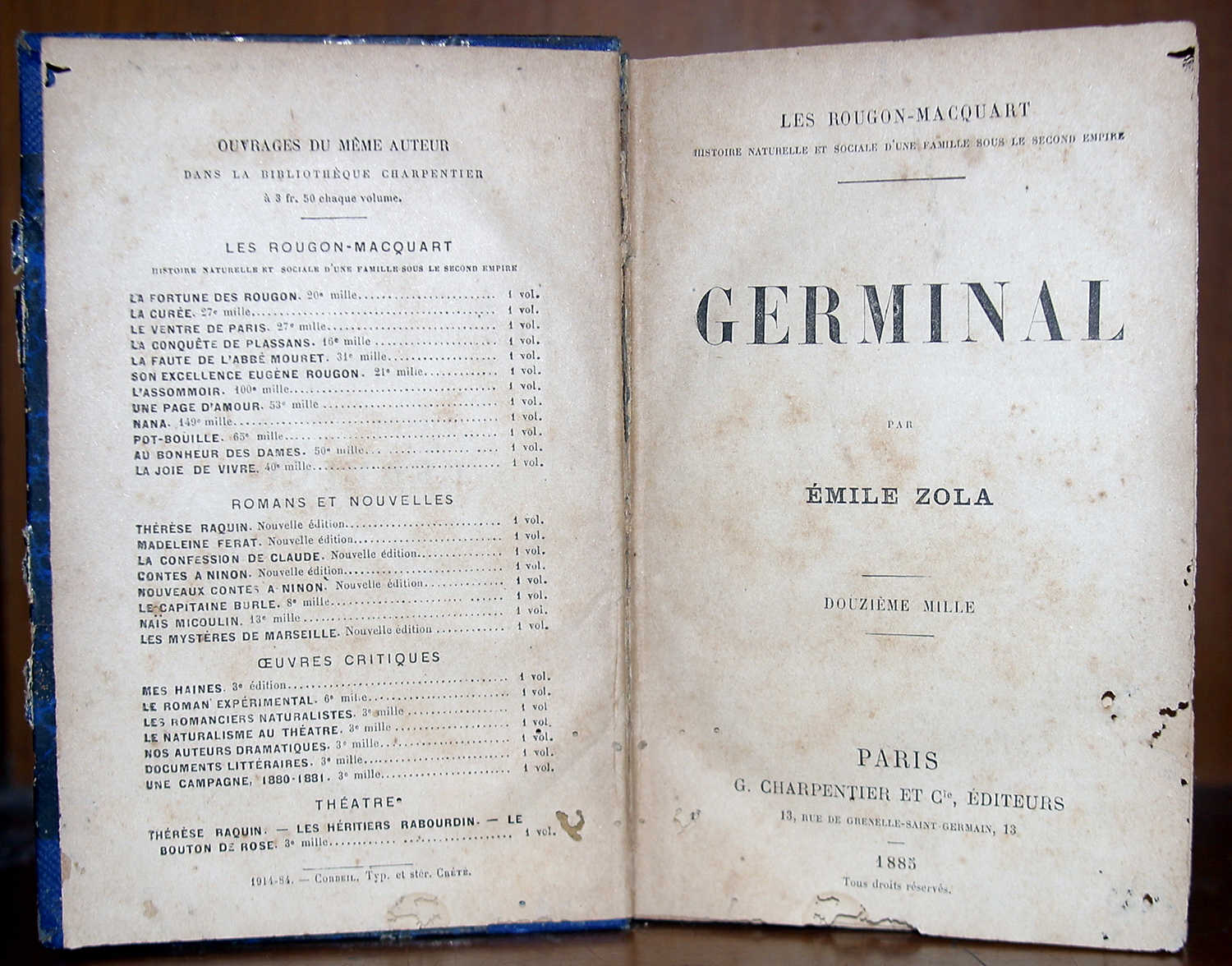
Edición original de Germinal, de Émile Zola (1885).

Aunque ya se encuentra la dimensión social en los personajes de La Comedia humana de Honoré Balzac, y con el antecedente previo de las primeras novelas de Charles Dickens, de Sybil, or The Two Nations (1845) del político y novelista inglés Benjamin Disraeli y de Mary Barton (1848) y Norte y Sur (1855) de Elizabeth Gaskell, en Francia toma por vez primera al proletariado como personaje digno de narración y no de conmiseración el creador del naturalismo, Émile Zola, quien describe en su ciclo de novelas sobre los Rougon-Macquart todas los efectos mediatos del ambiente y de las taras sociales deterministas en el linaje de una familia. Pueden citarse al respecto como sus novelas sociales más prototípicas La taberna (1876),  Germinal (1885), que narra una huelga, y Naná. Otros naturalistas franceses, en particular Guy de Maupassant, reflejan los problemas sociales de ascenso de la burguesía (Bel Ami) o critican el militarismo (Bola de sebo). En la actualidad, Michel Houellebecq realiza también novelas de realismo crítico que analizan y atacan la sociedad contemporánea.
En Alemania puede citarse Bernhard von Brentano y su Theodor Chindler (1936), que ofrece una panorámica de la descomposición social y moral previa al nazismo. En Italia, tras el verismo o naturalismo decimonónico surge el neorrealismo con escritores como Vasco Pratolini (Crónica de los pobres amantes), Elio Vittorini y Cesare Pavese. Primo Levi, superviviente de un campo de concentración, cultiva la llamada literatura del holocausto con una obra maestra autobiográfica como Si esto es un hombre. En Rusia el mayor precedente y modelo es la obra de Máximo Gorki (La madre, por ejemplo), que inspiró el realismo socialista. Otras obras importantes de esta estética son Cemento, de Fiódor Gladkov (1925) y El Don apacible o Cuentos del Don de Mijaíl Shólojov.
En Inglaterra Charles Dickens ya se había mostrado muy crítico con la burguesía en Los papeles del club Pickwick y sus novelas sobre pobres desheredados, algunas de ellas autobiográficas, como David Copperfield, reflejan claras preocupaciones sociales y morales, aunque no tintas tan negras como el naturalista Thomas Hardy en sus novelas Jude el obscuro o Tess, la de los d'Urberville. Ya en el siglo XX vinieron las obras de los Angry Young Men / Jóvenes airados: autores como John Wain, Kingsley Amis, Thomas Hinde, John Braine y Alan Sillitoe (La soledad del corredor de fondo). Moderna es Trainspotting (1993) de Irvine Welsh.
En Estados Unidos Beecher Stowe empieza con La cabaña del tío Tom la narrativa antiesclavista, que también tiene mucho que ver en Las aventuras de Huckleberry Finn de Mark Twain, aunque son todavía más impresionantes los ejemplos de autobiografías de esclavos. Algunos periodistas de investigación llamados muckrakers investigan y denuncian las situaciones de los trabajadores, como Upton Sinclair en su novela La jungla (1906). la novela social se presenta en algunos de los protagonistas de la Generación perdida (Las uvas de la ira, de John Steinbeck; diversos cuentos de Ernest Hemingway) en un naturalista rezagado como Theodore Dreiser (Una tragedia americana) o en el crítico implacable del narcisismo de la burguesía estadounidense John Cheever (El nadador). Dalton Trumbo, asimismo, muestra las consecuencias de la guerra en Johnny cogió su fusil.

## Novela social en español
Con el importante precedente de la novela picaresca, que introduce por vez primera en la narrativa europea al antihéroe, y el género celestinesco, tal vez la primera novela estrictamente social escrita en español es Los enredos de un lugar (1778-1781), de Fernando Gutiérrez de Vegas, cuya segunda edición corresponde al año 1800 y que ya trata un tema tan importante como el caciquismo y la corrupción política y social. Wenceslao Ayguals de Izco publicaba en 1851 Pobres y ricos. La bruja de Madrid, con el subtítulo de "novela de costumbres sociales". Después de haber criticado el fanatismo y la intolerancia bajo supuestos krausistas, mucha narrativa social escribe Benito Pérez Galdós, por ejemplo La desheredada (1881), Miau (1888) y Misericordia (1897), así como sus cuatro novelas sobre el usurero Francisco Torquemada (1889-1995). Emilia Pardo Bazán describe el caciquismo y la decadencia de la aristocracia rural gallega en Los pazos de Ulloa (1886), según su propia versión católica del naturalismo; y en La Tribuna (1882) había ya mostrado como protagonista a una mujer obrera reflejando el ambiente de trabajo en una fábrica de cigarros de La Coruña, a la que da el nombre literario de Marineda. Es la historia de una huelga y su protagonista es una joven valiente y resuelta que encabeza las reivindicaciones obreras, una mujer guapa engañada por un «señorito» que la seduce y la abandona y termina con los gritos populares a favor de la República al tiempo que ella da a luz a su hijo. Otros autores son más ortodoxos al respecto, los pertenecientes al denominado naturalismo radical: Alejandro Sawa, por ejemplo, en su Declaración de un vencido (1887) le pone el subtítulo de "novela social", donde afirmaba: "Estas páginas pueden servir de pieza de acusación el día, que yo creo próximo, en que se entable un proceso formal contra la sociedad contemporánea".
Todavía en la órbita del naturalismo radical se mueven Felipe Trigo (Jarrapellejos), José López Pinillos (Doña Mesalina), Vicente Blasco Ibáñez (La barraca, La catedral, El intruso, La bodega, La horda y, sobre el caciquismo, Entre naranjos) e incluso el mejor estilista de todos ellos, el cubano Emilio Bobadilla (A fuego lento, 1903). El término novela social aparece como subtítulo de una de las novelas del socialista Julián Zugazagoitia, El botín (1929), pero lo son igualmente sus otras obras, como Una vida anónima  (1927) y El asalto (1930). Incluso Pío Baroja se aviene al género con su trilogía La lucha por la vida, que describe el mundo obrero de los arrabales de Madrid. Un subgénero de la novela social es la novela anticlerical, que practican autores como José Ferrándiz y Ruiz, Joaquín Belda (Los nietos de San Ignacio) o Ramón Pérez de Ayala (A. M. D. G.). Manuel Ciges Aparicio escribe Las luchas de nuestros días, formada por Los vencedores (1908) y Los vencidos (1910), que describen las condiciones sociales en varios distritos mineros españoles: Mieres, Riotinto y Almadén, y varias novelas: La venganza (1909), La romería (1910) y Villavieja (1914), una novela sobre el caciquismo que compite con   ¡Muera el señorito! (Ni patria ni amor) (1916) de Rafael López de Haro y Jarrapellejos de Felipe Trigo. Su obra maestra es Los caimanes (1931) y sobre la corrupción política escribe en 1925 la autobiográfica El juez que perdió la conciencia. También puede señalarse Campesinos, de Joaquín Arderius
En Hispanoamérica, fuera de los intentos de novela social católica y de derechas del argentino Manuel Gálvez, por ejemplo en La maestra normal (1914), surgen dos géneros de fuerte impronta social: la novela de dictador y la novela indigenista. Ejemplos de la primera son El señor presidente de Miguel Ángel Asturias; El otoño del patriarca, de Gabriel García Márquez, Yo, el supremo de Augusto Roa Bastos o La fiesta del chivo de Mario Vargas Llosa. De la segunda Huasipungo (1934), del ecuatoriano Jorge Icaza, Raza de bronce, del boliviano Alcides Arguedas, y Los ríos profundos, del peruano José María Arguedas. Otros ejemplos de narrativa social se encuentran en los cuentos de El llano en llamas de Juan Rulfo o en la novela Los de abajo (1916), donde el escritor Mariano Azuela describe la revolución mexicana. También hay que mencionar El tungsteno (1931), del peruano César Vallejo, más reconocido como poeta. En Argentina es típica la literatura gauchesca, de fuerte componente social.
De ambiente rural hispanoamericano y crítica social son Nuestro pan de Enrique Gil Gilbert, Marcos Antilla de Luis Felipe Rodríguez, Colombia, S. A. de Antonio García Nossa, Tod de César Uribe Piedrahíta, Quindio y Oro y miseria de Antonio J. Arango, Aguas estancadas de Juan Modesto Castro, La pampa trágica de Víctor Domingo Silva, Carnalavaca de Andrés Garafulic, Ully de Mariano Latorre, Sangre ovejera de Franco Berzovic, Sub-sole de Baldomero Lillo, Dos pesos de agua de Juan Bosch, Garimpos de Hernin Lima. De ambiente urbano son Tinieblas de Elías Castelnuovo, Silvano Corujo de Giraldi, Puerto hambre de González Trillo, Puerto Amurica de Albamonte, Blas Cuba de Machado de Assis, Nacha Regules y Hombres en soledad de Gilvez, Canal Zone de Aguilera Malta, Hombres sin presente de Osorio Lizarazo, Baldomera de Alfredo Pareja Díez Canseco, En las calles de Jorge Icaza, Banca de Ángel F. Rojas, Camarada de Humberto Salvador, El tungsteno de Vallejo, La viuda del conventillo de Alberto Romero, Angurrientos de Juan Godoy y Los hombres obscuros de Nicomedes Guzmán. Novelas del presidio son Hombres sin mujer de Carlos Montenegro, Hombres sin tiempo de Alfredo Pareja Díez Canseco, Más afuera de Eugenio González, Hombres y rejas de Juan Seoane, Puros hombres de Antonio Arráiz, y la terrible sátira de la justicia que es Estafen! de Juan Filloy.
Antes de la Guerra Civil pueden citarse varias obras de César M. Arconada, como La turbina (1930), Los pobres contra los ricos (1933) y Reparto de tierras (1934). También destacan en el género Luisa Carnés con Natacha (1930) y Tea Rooms. Mujeres obreras (1934); Alicio Garcitoral (El crimen de Cuenca, 1932), Andrés Carranque de Ríos (La vida difícil, (1935) y Cinematógrafo, (1936); Joaquín Arderius, José Díaz Fernández y César Falcón.
La censura franquista diluye los contenidos sociales de autores como Juan Antonio Zunzunegui, Tomás Salvador, Miguel Delibes (Cinco horas con Mario) y Camilo José Cela (La colmena, 1951). Pero la generación del 50 es el puntal del género en el siglo XX. Juan Goytisolo en su ensayo El furgón de cola plantea que, a falta de medios de información veraces en España, la función de la literatura era suplantar la función del periodista para de este modo corregir el desajuste que existía entre la realidad “real” y la realidad “contada” por los aparatos de prensa y propaganda de Franco. La literatura había de ser testimonial para servir de legítima referencia a la historia del futuro. Escriben realismo crítico Jesús López Pacheco (Central eléctrica) y Antonio Ferres (Los vencidos, La piqueta, esta última sobre el chabolismo), y el que es quizá el mejor narrador de relatos del momento, Ignacio Aldecoa, con su novela El fulgor y la sangre. También destaca Los Bravos de Jesús Fernández Santos, La zanja (1960) de Alfonso Grosso, Tormenta de verano (1961) de Juan García Hortelano y Dos días de setiembre (1961) de Caballero Bonald, sobre la vendimia andaluza. El género se consagra con el premio Nadal obtenido por el objetivista Rafael Sánchez Ferlosio con El Jarama (1955), obra de un realismo casi notarial, por no decir magnetofónico. Junto a él se suele citar a Luis Romero Pérez, quien en 1951 recibió el Nadal por su obra La Noria, y en 1963, el Planeta por El cacique. Algunos poetas se apuntan asimismo al género como Enrique Azcoaga con El empleado (1949); Gabriel Celaya con Lázaro calla (1949), Lo uno y lo otro (1962) y Los buenos negocios (1966); José Suárez Carreño con Las últimas horas (1950) y, sobre todo, Proceso personal (1955) y Victoriano Crémer con El libro de Caín (1958). Por otra parte, Ángel María de Lera trata el tema de los obreros emigrados (Hemos perdido el sol, 1963) y el del bando de los que perdieron la guerra civil (Las últimas banderas, 1967, mezcla de historia nacional escamoteada y de autobiografía). 
El malestar subsiguiente al Tiempo de silencio, de Luis Martín Santos, marca el final de ese tipo de novela social con una exhibición de técnicas narrativas vanguardistas que acaban radicalmente con las ambiciones del realismo social anterior (mera variante del costumbrismo, según Juan Benet y tildada por Carlos Barral de «neoindigenismo revolucionario».
Aisladas se presentan El día del Watusi de Francisco Casavella, que, publicado en tres volúmenes entre 2002 y 2003, supuso una visión desmitificadora de la transición a través de una ciudad, Barcelona, y La voz dormida (2002), de Dulce Chacón. A consecuencia de la Gran recesión de 2008, el género se revitalizó en España con la obra de Rafael Chirbes (Crematorio), Isaac Rosa (La mano invisible) y Belén Gopegui (El padre de Blancanieves, 2007) y posteriormente han aparecido Pablo Gutiérrez (Democracia, 2012) y Juan Francisco Ferré (Karnaval, 2012), Yo, precario (2013) de Javier López Menacho, Made in Spain (2014) de Javier Mestre y Los besos en el pan (2015) de Almudena Grandes. También tiene el sentido de una lograda recuperación la publicación de la censurada La mina, de Armando López Salinas, escrita en 1959 pero solo publicada y sin expurgar en 2013. Sobre la problemática relación entre la burguesía y el proletariado escribió Juan Marsé (Esta cara de la luna, Últimas tardes con Teresa) y Andrés Berlanga (Pólvora mojada).
En Hispanoamérica cabe mencionar Los mataperros, del argentino Alejandro Frías, que encuentra en la marginación social el origen de la delincuencia y la violencia.

## Algunas novelas sociales
- La espuela (1927), de Joaquín Arderius.
- El blocao (1928), de José Díaz Fernández.
- La venus mecánica (1929), de José Díaz Fernández.
- La turbina (1930), de César Muñoz Arconada.
- Natacha (1930), de Luisa Carnés Caballero.
- Imán (1930) de Ramón J. Sender.
- Campesinos (1931), de Joaquín Arderius.
- El tungsteno (1931) de César Vallejo.
- Siete domingos rojos (1932), de Ramón J. Sender.
- Los pobres contra los ricos (1933) de César Muñoz Arconada.
- Un hombre de treinta años, (1933) de Manuel Domínguez Benavides.
- Crimen (1934) de Joaquín Arderius.
- Uno (1934), de Andrés Carranque de Ríos.
- Viaje a la aldea del crimen. Casas viejas (1934), de Ramón J. Sender.
- Reparto de tierras (1934), de César Muñoz Arconada.
- El último pirata del Mediterráneo (1934), de Manuel Domínguez Benavides.
- La revolución fue así. Octubre rojo y negro (1935), de Manuel Domínguez Benavides.
- Tea Rooms. Mujeres obreras (1934), de Luisa Carnés Caballero.
- Octubre rojo en Asturias (1935), de José Díaz Fernández.
- La vida difícil (1935) y Cinematógrafo (1936), de Andrés Carranque de Ríos.
- La colmena (1951), de Camilo José Cela.
- La noria (1951) y Los otros (1956), de Luis Romero Pérez.
- Pequeño teatro (1954), de Ana María Matute.
- El fulgor y la sangre (1954), Con el viento solano (1956), Gran Sol (1958) y Cuentos completos (eds. póstumas), de Ignacio Aldecoa.
- El Jarama (1955) de Rafael Sánchez Ferlosio.
- Entre visillos (1957), de Carmen Martín Gaite.
- Central eléctrica (1958), de Jesús López Pacheco.
- La piqueta (1959), de Antonio Ferres.
- La mina (1959), de Armando López Salinas.
- La zanja (1960), de Alfonso Grosso.
- Nuevas amistades (1959) y Tormenta de verano (1961), de Juan García Hortelano.
- Las ratas (1962) de Miguel Delibes.